# Richard Evans (designer)
Pour les articles homonymes, voir Richard Evans et Evans.
Richard Evans (né le 30 mars 1945 à Wilmslow, Cheshire, Royaume-Uni) a fait des études de stylisme à la Nottingham School of Art puis de graphisme au Leicester College of Art. Il a travaillé en tant que graphiste et illustrateur dans les années 1970 à Hipgnosis avec Storm Thorgerson et Aubrey Powell, graphistes qui ont réalisé des couvertures d'album pour des groupes de Rock classique. Il a fini par créer son propre studio.
Richard Evans a réalisé de nombreuses couvertures d'album ainsi que des visuels pour des artistes comme The Doors, Public Image Limited, Pete Townshend, Nik Kershaw, Robert Plant, Pink Floyd, Paul McCartney, Deep Purple, Roger Daltrey, World Party, Bill Wyman, Louis Armstrong et Van Morrison.
Mais il est surtout connu grâce à son travail pour The Who, pour qui il a travaillé depuis 1976. Il a réalisé à peu près tous les visuels du groupe, que ce soit les couvertures d'album, les logos, les affiches ou tout autres images nécessaire au groupe.
Richard Evans est également l'auteur de The Art of the Album Cover, publié en 2010.